# Musée-appartement Blok

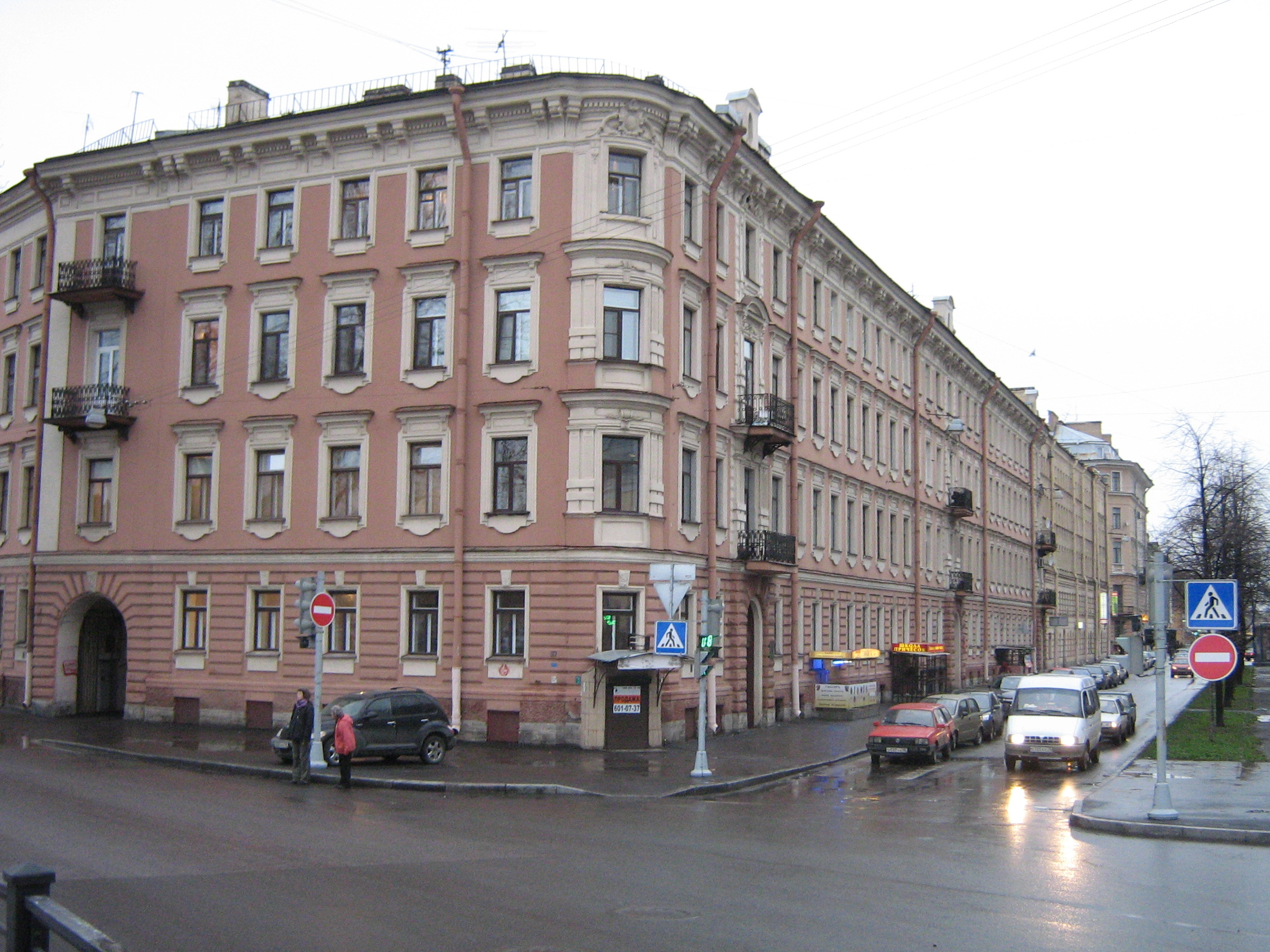
Immeuble du musée-appartement Blok. Le balcon de son appartement se trouve au dernier étage sur la gauche

Le musée-appartement d'Alexandre Blok (Музей-квартира А. А. Блока) est un musée littéraire dédié au poète Alexandre Blok (1880-1921) situé à Saint-Pétersbourg au 57 rue des Décembristes (улица Декабристов). Il dépend du musée historique de Saint-Pétersbourg.

## Historique

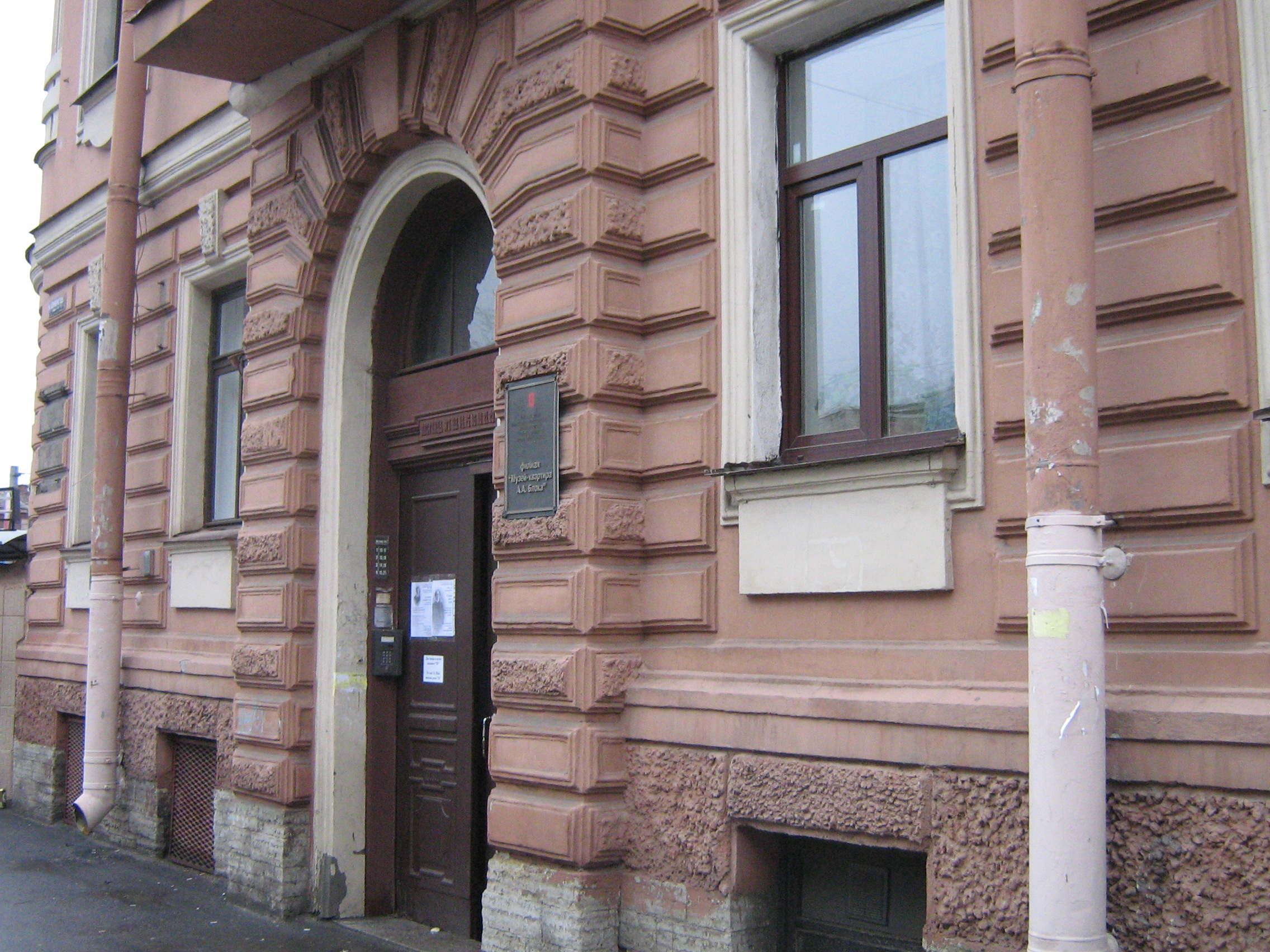
Entrée de l'immeuble où se trouve le musée Blok

Le musée a été inauguré le 28 novembre 1980, pour le centenaire de la naissance du poète, dans l'appartement où le poète a vécu ses neuf dernières années, de juillet 1912 à août 1921. Sa veuve, Lioubov Blok, a conservé après la mort du poète ses archives, sa bibliothèque et ses collections personnelles. Après la mort de celle-ci en 1939, les archives ont été transférées à l'Institut littéraire russe dépendant de l'Académie des sciences d'URSS situé dans la Maison Pouchkine à Saint-Pétersbourg, où elles ont été partiellement exposées dans les années 1960 et 1970.
Le musée consiste en deux parties: l'appartement du poète au troisième étage (appartement no 21), et l'exposition littéraire au premier étage (appartement no 23), relatant sa vie, celle de ses proches (la famille Beketov) et son œuvre (avec photographies, manuscrits et autographes) et le contexte artistico-littéraire des années 1910-1920 à Saint-Pétersbourg/Pétrograd. Des livres, illustrations, lettres et photographies évoquent les représentants du Siècle d'argent qui à un moment ou à un autre ont croisé le destin de Blok, comme Andreï Biély, Zinaïda Hippius, Fiodor Sologoub, Valéry Brioussov, etc. Des spectacles de marionnettes pour enfants racontent l'enfance du poète, et des conférences ou master class de théâtre, ainsi que des récitations de poèmes de Blok y sont données régulièrement. La visite guidée dure environ une heure et vingt minutes.

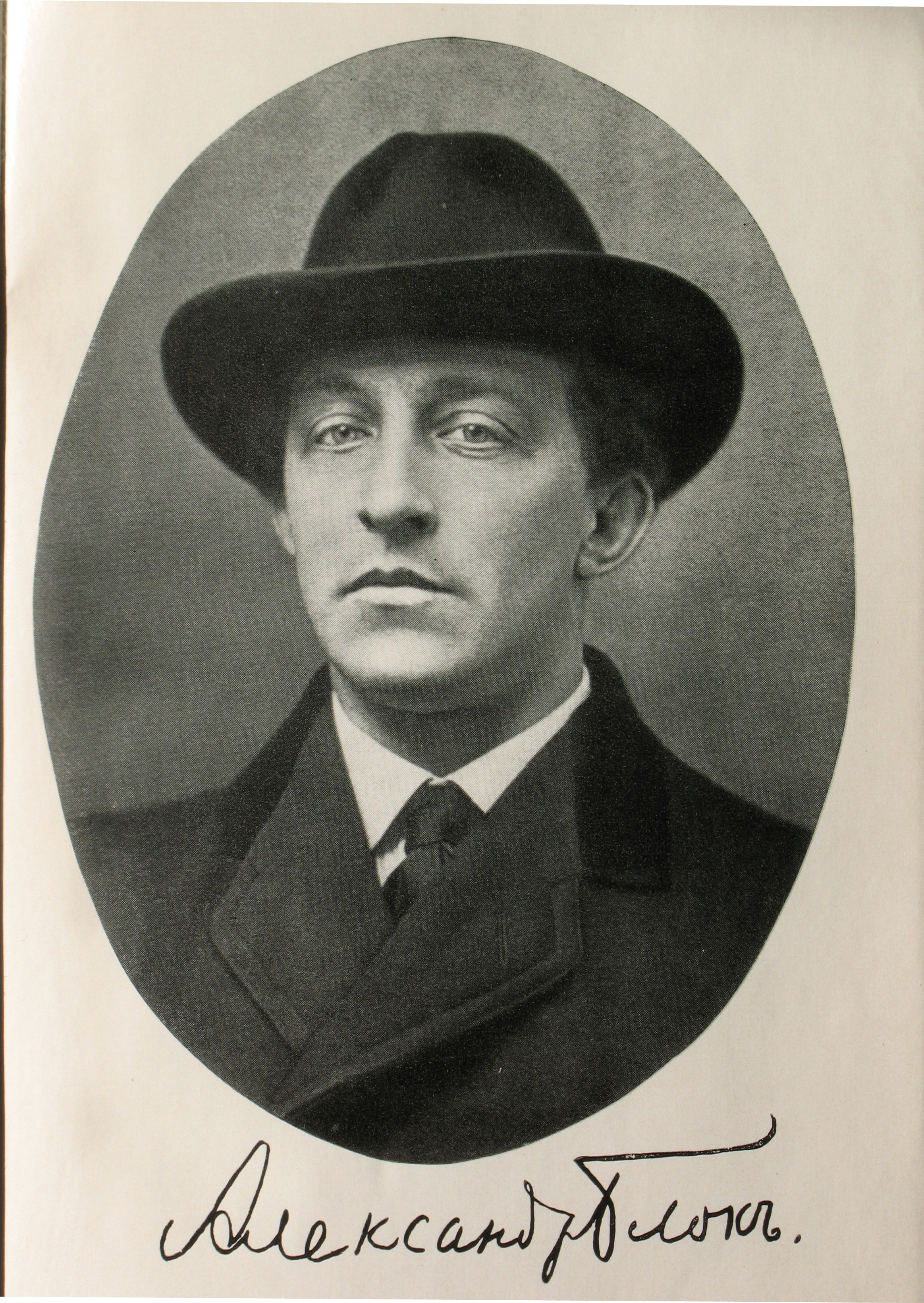
Photographie du poète dans les années 1910

Du vivant de Blok, la rue des Décembristes s'appelait la rue des Officiers (Ofitserskaïa). Dans la même rue, à 200 m se trouvait encore une des prisons de Saint-Pétersbourg, le Château de Lituanie, dont Blok a pu voir la dévastation durant la Révolution de Février 1917. Il habitait deux appartements, du 24 juin 1912 (ancien style) à sa mort. De nombreux amis y sont venus parmi lesquels Anna Akhmatova, Vladimir Maïakovski, Serge Essénine, Constantin Stanislavski, ou encore Meyerhold. C'est ici qu'il a écrit ses cycles poétiques La Vie de mon ami, Le Sang noir, Iambes (dédié à sa demi-sœur Angelika Blok morte d'une encéphalite), Carmen, et ses poésies Le Jardin du rossignol, Les Douze, son drame La Rose et la Croix, ses Vers italiens, Dans douze ans et de nombreux articles.
Deux événements spéciaux marquent tous les ans la vie du musée: le 28 novembre (jour de sa naissance) a lieu une soirée littéraire et une conférence annuelle sur sa vie et son œuvre, et le 7 août (jour de sa mort) les admirateurs de Blok visitent le cimetière de Smolensk où il a été inhumé le 10 août 1921, puis la passerelle des écrivains du cimetière Volkovo où sa dépouille a été transférée en 1944.

## Liens externes

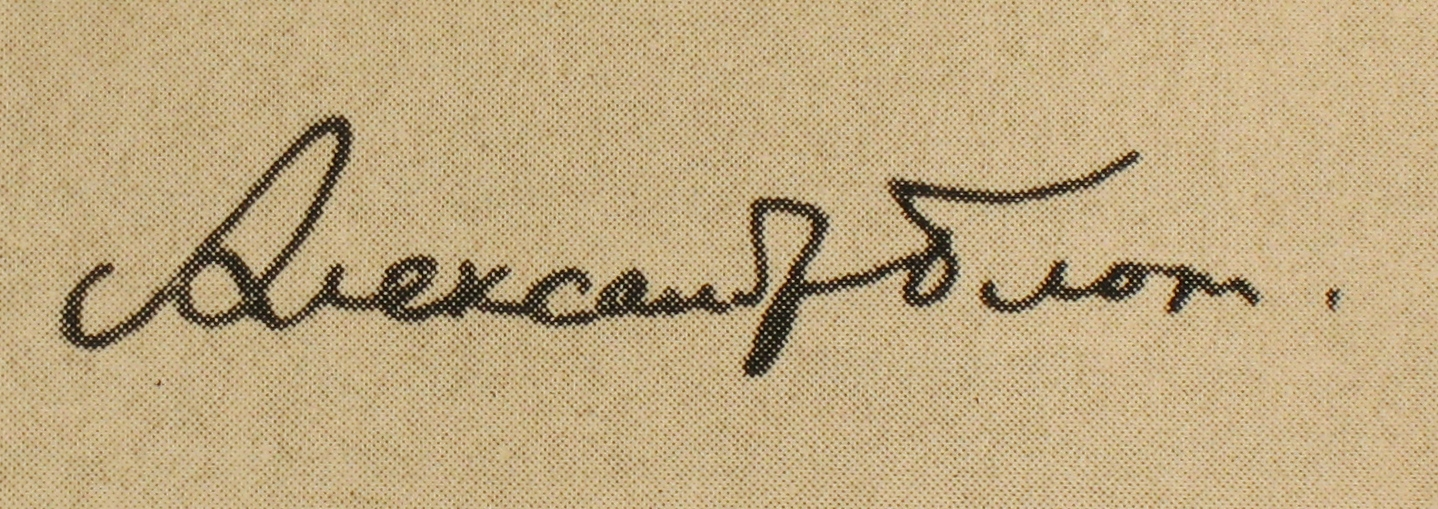
Signature du poète en 1921

## Source
- (ru) Cet article est partiellement ou en totalité issu de l’article de Wikipédia en russe intitulé « Музей-квартира А. А. Блока » (voir la liste des auteurs).